# Le Lauzet-Ubaye
Le Lauzet-Ubaye település Franciaországban, Alpes-de-Haute-Provence megyében. Lakosainak száma 212 fő (2022. január 1.). Le Lauzet-Ubaye Montclar, Pontis, Méolans-Revel, Seyne, Crots, Le Sauze-du-Lac és Ubaye-Serre-Ponçon községekkel határos.

## Népesség
A település népességének változása:
| Lakosok száma | 253  | 241  | 212  | 231  | 224  | 211  | 186  | 179  | 178  | 212  |
|               | 1968 | 1982 | 1990 | 2006 | 2013 | 2015 | 2017 | 2019 | 2020 | 2022 |